# Kapela sv. Vida kraj Koprivnice
Kapela sv. Vida nalazi se na brijegu Pribislavcu, danas Draganovec, a ranije Starigrad kraj Koprivnice. Danas je to područje grada Koprivnice.

## Povijest
Kraj Koprivnice se među vinogradima 1671. godine spominje kapela Sv. Vida. Postoji nedovoljno argumentirano i posrednim putem doneseno mišljenje da je ova kapela podignuta oko 1620. godine. Ona se ne spominje u kanonskim zapisnicima iz 1650. i 1659. godine pa je vjerojatnije da je izgrađena nakon tih godina, a svakako u drugoj polovici 17. stoljeća. To je moguće jer se u pisanim izvorima prvi puta spominje tek u kanonskom pohodu 1671. godine. Brigu oko nje su 1680. godine vodili Ivan Plepelić i Mihael Kovačić. 
Prema opisu iz 1700. godine kapela je imala hrastove temelje, na kojima je od pletera podignuto tijelo kapele, omazano blatom i pobijeljeno vapnom. Kapela je bila mala, ali dobro osvijetljena jer je na zapadu imala dva prozora. Vrata su se dala dobro zatvoriti. Nad njima je bio drveni toranj s posvećenim zvonom srednje veličine. Pred vratima se nalazilo drveno predvorje. Krov je bio dobar, strop načinjen od dasaka, a pod zemljani. Postojao je oltar Sv. Vida sa slikom i kipom tog sveca (te kipom Sv. Josipa). Kapela je bila blagoslovljena, a Sv. Misa se služila na dan Sv. Vida. Oko kapele nije bilo groblja jer se nalazila u vinorodnom kraju gdje nitko stalno ne živi. Za imovinu kapele su brigu vodili Juraj Marašić i Juraj Kovačić. 
Kanonik Matija Petrović je 1768. godine predložio ukidanje ove kapele i spajanje s kapelom Sv. Marije Magdalene u predgrađu Brežanec. Petrovićev prijedlog nije bio prihvaćen, a 1778. godine spominje se da je ova kapela bila pod vojničkom jurisdikcijom među vinogradima. Bila je drvena, ali u dobrom stanju, imala je tornjić sa zvonom i jednim novim elegantnim oltarom. Slično je stanje bilo prigodom kanonskih vizitacija 1787., 1804. i 1810. godine kada se spominje da je ova kapela bila četverokutna, s tornjićem u kojem je bilo zvono i oltarom Sv. Vida. Spominje se i velika zavjetna procesija na Vidovo (15. lipnja) koja je dolazila svake godine iz župne crkve koprivničke. Na zahtjev Đurđevačke krajiške pukovnije koprivnički župnik Adam Žuvić sastavio je kratku povijest ove kapele 1845. godine. Iz tog spisa vidi se da je kapela 1823. godine uz oltar Sv. Vida imala i oltar Uzašašća Spasitelja. 

## Rušenje stare i izgradnja nove kapele
Kapela je srušena 1886. godine, a zahtjev za njeno rušenje je dao koprivnički župnik Josip Beruta. Sveti Vid se slavio i kasnije na ovom području. Na mjestu koje je bilo blizu kapele je 1924. podignut križ. Štovanje Svetog Vida je nastavila istoimena udruga (kasnije nazvana Kulturno-prosvjetiteljsko društvo "Fran Galović"), osnovana 1991. Ona je iste godine dala inicijativu za obnovom gradnje kapele što je realizirao kasnije Mjesni odbor Draganovec.